# Corna Imagna
Corna Imagna es una localidad y comune italiana de la provincia de Bérgamo, región de Lombardía, con 923 habitantes.

## Evolución demográfica
| Gráfica de evolución demográfica de Corna Imagna entre 1861 y 2001 |
|                                                                    |
| Fuente ISTAT - elaboración gráfica de Wikipedia                    |